# Saeid Safarzadeh
Saeid Safarzadeh (ur. 21 września 1985 w Tebrizie) – irański kolarz szosowy. Olimpijczyk (2020).

## Osiągnięcia
Opracowano na podstawie:

2015
- 1. miejsce w klasyfikacji górskiej Tour of Azerbaijan
  - 1. miejsce na 2. etapie

2017
- 1. miejsce na 3. etapie Tour of Azerbaijan

2018
- 1. miejsce w klasyfikacji górskiej Tour of Mevlana
- 1. miejsce w mistrzostwach Iranu (start wspólny)
- 1. miejsce w klasyfikacji górskiej Tour of Azerbaijan
  - 1. miejsce na 5. etapie

2019
- 2. miejsce w mistrzostwach Iranu (start wspólny)
- 1. miejsce w mistrzostwach Iranu (jazda indywidualna na czas)

2021
- 1. miejsce w mistrzostwach Iranu (start wspólny)
- 3. miejsce w mistrzostwach Iranu (jazda indywidualna na czas)

2023
- 1. miejsce na 2. etapie Tour of Sakarya

## Rankingi
| Rok             | 2005 | 2006 | 2007 | 2008 | 2009 | 2010 | 2011 | 2012 | 2013 | 2014 | 2015 | 2016  | 2017 | 2018  | 2019 | 2020 | 2021 | 2022 | 2023 | 2024 |
| --------------- | ---- | ---- | ---- | ---- | ---- | ---- | ---- | ---- | ---- | ---- | ---- | ----- | ---- | ----- | ---- | ---- | ---- | ---- | ---- | ---- |
| World Ranking   |      |      |      |      |      |      |      |      |      |      |      | 1314. | 824. | 389.  | 508. | -    | 652. | 579. | 414. | 924. |
| UCI Europe Tour | -    | -    | -    | -    | -    | -    | -    | -    | -    | -    | -    | -     | -    | 1456. |      |      |      |      |      |      |
| UCI Asia Tour   | 72.  | -    | 219. | -    | -    | 316. | 325. | -    | 206. | 341. | 89.  | 212.  | 94.  | 91.   | 15.  | -    | 10.  | 25.  | 15.  | 48.  |
|                 |      |      |      |      |      |      |      |      |      |      |      |       |      |       |      |      |      |      |      |      |
| Źródło: UCI     |      |      |      |      |      |      |      |      |      |      |      |       |      |       |      |      |      |      |      |      |